# Constant Huysmans
Constant Huysmans (11 de outubro de 1928) é um ex-futebolista belga que competiu na Copa do Mundo FIFA de 1954.